# 1979 en droit
Cet article présente les faits marquants de l'année 1979 en droit.

## Évènements
- 20 février : arrêt Rewe-Zentral AG contre Bundesmonopolverwaltung für Branntwein , jugement de la Cour de justice des communautés européennes (actuellement Cour de justice de l'Union européenne), dans l'affaire 120/78[1], à l'origine du principe du cassis de Dijon.
- 26 mars : traité de paix israélo-égyptien.
- 10 avril : le Taiwan Relations Act définit les relations entre les États-Unis et Taïwan après la reconnaissance de la république populaire de Chine.
- 23 juin : convention de Bonn sur la conservation des espèces migratrices appartenant à la faune sauvage (entrée en vigueur le 1er novembre 1983)[2].
- 13 juillet, France : loi relative à l'information et à la protection des emprunteurs dans le domaine immobilier.
- 19 septembre : convention de Berne relative à la conservation de la vie sauvage et du milieu naturel de l’Europe.
- 5 décembre : 
  - traité sur la Lune.
  - meurtre de Teresa De Simone ; il mène à l'un des plus longs cas prouvés d'erreur judiciaire dans l'histoire du droit britannique.
- 6 décembre : Sale of Goods Act au Royaume-Uni.
- 18 décembre : convention sur l’élimination de toutes les formes de discrimination à l’égard des femmes.

## Décès
- Date précise inconnue :
  - Raymond Odent, juriste français, spécialisé en contentieux administratif, président de la section du contentieux du Conseil d'État († janvier 1907).